# 1914 في السويد
فيما يلي قوائم الأحداث التي وقعت خلال عام 1914 في السويد.

## سياسة

### تعيين في المنصب
- 1 يناير – لارس أولف ناثان سود بريلوم Archbishop of Uppsala [الإنجليزية]‏.

## مواليد

### أبريل
- 17 أبريل – سفن جاكوبسن لاعب كرة قدم سويدي.

### نوفمبر
- 5 نوفمبر – كارل إريك غران لاعب كرة قدم سويدي.

- 10 نوفمبر – نيلس كريستوفر دونير (مواليد 1839) عالم فلك سويدي.